# Andreas Dittert
Andreas Dittert (* 13. Juli 1967) ist ein aus Österreich stammender Handballspieler. Er spielte zumeist auf der Position linker Rückraum.

## Laufbahn
Der 1,93 Meter große Andreas Dittert spielte bei den Vereinen SG Handball West Wien, UHC Stockerau, ab 1993 HSV Düsseldorf und von 1996 bis zum Ende der Saison 1998/1999 beim TV Niederwürzbach in Deutschland, anschließend beim Schweizer Verein TSV St. Otmar St. Gallen.
Mit dem TSV St. Otmar St. Gallen spielte er im EHF-Pokal sowie im EHF Challenge Cup. Als Trainer arbeitete er 2013 bis 2015 für den Erstligisten HC Romanshorn, von Mai 2015 bis März 2018 für den NLB-Absteiger HSC Kreuzlingen.
Für die österreichische Männer-Handballnationalmannschaft erzielte er in 203 Spielen 1089 Tore. Andreas Dittert spielte bei der B-Weltmeisterschaft 1992 in Österreich und der Weltmeisterschaft 1993.

## Erfolge
- SG Handball West Wien
  - 2 × Österreichischer Meister 1988/89, 1990/91
  - 1 × österreichischer Pokalsieger 1990/91
- TSV St. Otmar St. Gallen
  - 1 × Schweizer Meister 2000/01
  - 2 × Schweizer Cupsieger 1999/00, 2000/01